# Nihit
Nihit (franska: Nihit (CR), Nihit (Commune Rurale), arabiska: امي نتايارت) är en kommun i Marocko.   Den ligger i provinsen Taroudannt och regionen Souss-Massa, i den centrala delen av landet, 400 km söder om huvudstaden Rabat. Antalet invånare är 2 331.